# 5 Brygada Kadrowa Strzelców
5 Brygada Kadrowa Strzelców (5 BKS) – kadrowa brygada piechoty Polskich Sił Zbrojnych.

## Charakterystyka
5 Brygada Kadrowa Strzelców została sformowana w miejscowości Moffat, w Szkocji, na podstawie rozkazu Naczelnego Wodza z 23 sierpnia 1940. Ze względu na potrzebę jej użycia do służby przeciwdesantowej, tworzyła  oficerski batalion piechoty. 
Na podstawie rozkazu L.dz. 774/Szef.Sąd./Tjn./41 Naczelnego Wodza i Ministra Spraw Wojskowych z 30 września 1941 zostały zniesione sądy polowe przy 4, 5, 7 i 8 Brygadach Kadrowych Strzelców, a w ich miejsce został utworzony 2 Sąd Polowy przy Brygadzie Szkolnej.
Z końcem 1941 brygada została rozformowana, a jej kadra wcielona do Brygady Szkolnej.

## Organizacja i obsada personalna brygady
- Kwatera Główna 5 Brygady Kadrowej Strzelców
  - dowódcy brygady:
    - gen. bryg. Rudolf Dreszer (X 1940–I 1941)
    - płk dypl. Kazimierz Dworak (od I 1941)

  - zastępca dowódcy brygady – płk piech. Józef Giza (X– XI 1940)
  - szef żandarmerii – mjr żand. Rudolf Klemens (6 IV–14 XI 1941)

- 13 batalion kadrowy strzelców – ppłk dypl. Franciszek Pokorny
- 14 batalion kadrowy strzelców
- 15 batalion kadrowy strzelców
- 5 dywizjon kadrowy artylerii lekkiej
- 5 oddział kadrowy rozpoznawczy
- 5 kompania kadrowa łączności
- 5 kompania kadrowa saperów
- 5 pluton kadrowy żandarmerii
- 5 Sąd Polowy

## Organizacja oficerskiego batalionu piechoty
- dowództwo
- pluton łączności
- oddział rozpoznawczy
- trzy kompanie strzelców a. trzy plutony strzelców
- drużyna ckm
- drużyna moździerzy (działon)
- pluton artylerii polowej
- pluton artylerii przeciwpancernej